# Filipova Huť

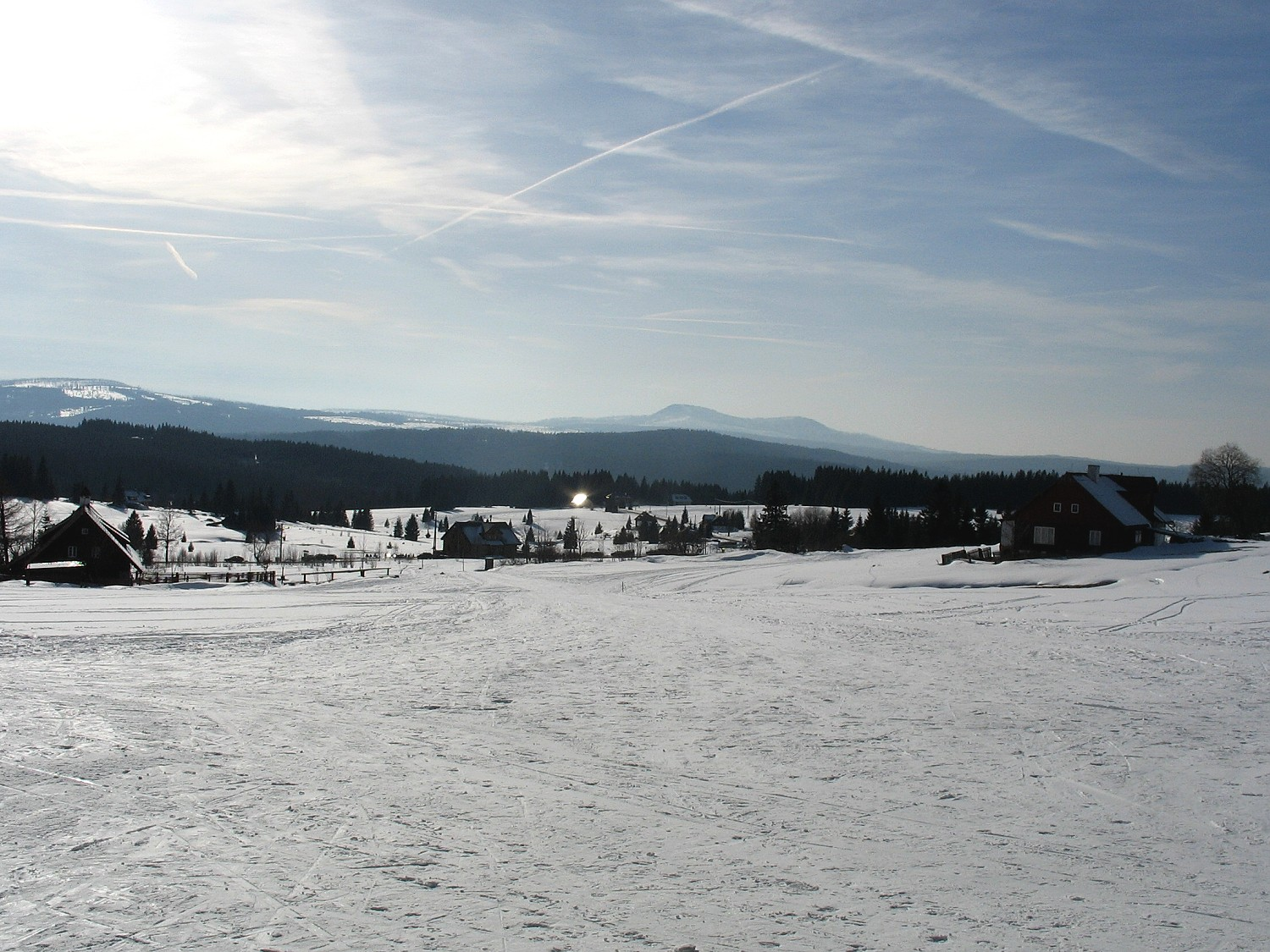
Blick auf Filipova Huť, im Hintergrund der Rachel

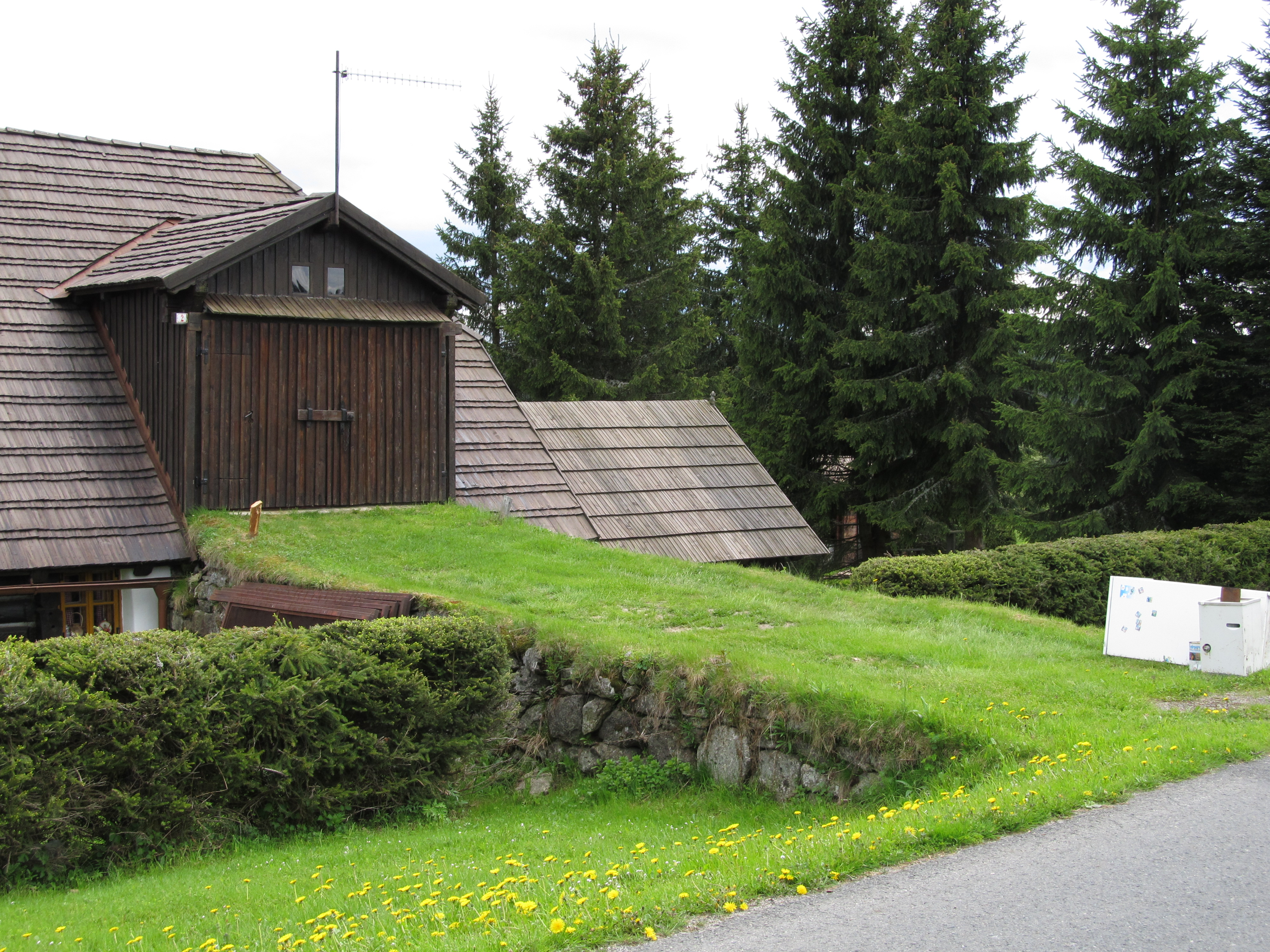
Auffahrt zum Heuboden des Hauses Nr. 16

Filipova Huť (deutsch Filippshütten, früher Philippshütten) ist ein Ortsteil der Gemeinde Modrava in Tschechien. Er liegt anderthalb Kilometer nordöstlich von Modrava und gehört zum Okres Klatovy.

## Geographie
Die Streusiedlungen Filipova Huť und Korýtko erstrecken sich am Filipohuťský potok (Hanifbach) über eine ausgedehnte Waldlichtung im Böhmerwald. Nördlich erhebt sich der Jelení vrch (Kainzenberg, 1176 m), im Nordosten der Sokol (Antigelberg, 1253 m), östlich die Březová hora (Birkenberg, 1193 m) und die Lapka (Diebsberg, 1170 m), im Südosten der Tetřev (Hanefberg, 1260 m), südlich der Čertův vrch (1244 m) und die Malá Mokrůvka (Moorkopf, 1330 m), im Südwesten die Studená hora (Kaltstauden, 1298 m), die Medvědí hora (Bärensteindl, 1224 m) und die Modravská hora (Plohausen, 1156 m) sowie nordwestlich der Filippshüttenberg (1106 m).
Nachbarorte sind Schätzův Les, Antýgl und Výhledy im Norden, Korýtko im Nordosten, Kvilda im Osten, Hamerské Domky, Hraběcí Huť und Bučina im Südosten, Březník im Süden, Roklanská hájenka und Modrava im Südwesten, Vchynice-Tetov II im Westen sowie Vchynice-Tetov I im Nordwesten.

## Geschichte
Im Jahre 1785 errichteten die Flößer Franz Denk und Franz Weber aus Schlösselwald am Goldenen Steig in der Talsenke des Hanifbaches eine Glashütte, die nach dem Besitzer der Herrschaft Stubenbach, Philipp Graf  Kinsky, als Philippshütte benannt wurde. Die aus einem Ofen bestehende Philippshütte produzierte Hohlglas, war jedoch wenig erträglich. Nachdem Joseph II. von Schwarzenberg im Jahre 1799 die Herrschaft Stubenbach erworben hatte, ließ er den Chinitz-Tettauer Schwemmkanal anlegen, um den Holzreichtum des Böhmerwaldes mittels Flößerei ins Landesinnere verwerten zu können. Die unrentable Glashütte kaufte er auf und ließ sie stilllegen. An ihrer Stelle ließ Joseph II. von Schwarzenberg im Jahre 1800 an der Straße von Bergreichenstein nach Passau die aus 17 Häusern bestehende Holzfällersiedlung Philippshütte anlegen, die die höchstgelegene Siedlung im Böhmerwald war. Sukzessive wuchs die Siedlung weiter an; die südliche Ortslage wurde Breite Hütten genannt, die am nordöstlichen Ortsrand gelegenen Häuser im Grandl (Korýtko) gehörten zum Dominium Bergreichenstein.
Im Jahre 1838 bestand Philippshütten aus 25 verstreuten Häusern mit 224 Einwohnern. Im Ort gab es ein herrschaftliches Jägerhaus und eine Mühle. Pfarrort war Außergefield. Bis zur Mitte des 19. Jahrhunderts blieb Philippshütten nach Stubenbach untertänig.
Nach der Aufhebung der Patrimonialherrschaften bildete Philippshütten ab 1850 einen Ortsteil der Gemeinde Stubenbach bzw. Stadlern II. Anteil im Gerichtsbezirk Hartmanitz. Ab 1868 gehörte der Ort zum Bezirk Schüttenhofen. Im Jahre 1880 hatte Philippshütten 1620 Einwohner. 1924 lösten sich Philippshütten, Preisleiten, Pürstling, Mader und Rachelhütte von Stubenbach los und bildeten eine eigene Gemeinde, die zunächst den Namen Preisleiten trug. Im Jahre 1930 lebten in der Gemeinde 469 Personen; die Einwohnerschaft war größtenteils deutschsprachig, es bestand eine tschechische Minderheit von 12 Personen. 1934 wurde der Gemeindename in Philippshütten / Filipova Huť geändert. Nach dem Münchner Abkommen wurde Filippshütten dem Deutschen Reich zugeschlagen. Von 1939 bis 1945 gehörte die Gemeinde zum damals bayerischen Landkreis Bergreichenstein. 1939 hatte die Gemeinde 450 Einwohner. Nach dem Zweiten Weltkrieg wurde das Dorf im Zuge der Vertreibung der Deutschen aus der Tschechoslowakei größtenteils abgesiedelt und ihr Vermögen durch das Beneš-Dekret Nr. 108 konfisziert. Die Wiederbesiedlung mit Tschechen gelang nur in geringem Umfang; ein Großteil der Häuser blieb unbewohnt und wurde später abgebrochen; der Ortsteil Preisleiten wurde gänzlich aufgegeben. 1948 wurde Filipova Huť nach Horská Kvilda eingemeindet und dem Okres Vimperk zugeordnet. Im Zuge der Gebietsreform von 1960 wurde die Gemeinde Modrava gebildet und dem Okres Klatovy zugeordnet. Zwischen 1962 und 1964 wurde die Kapelle abgebrochen. Am 1. Jänner 1980 wurde Filipova Huť zusammen mit Modrava nach Srní eingemeindet. Seit dem 24. November 1990 gehört Filipova Huť wieder zur Gemeinde Modrava. 1991 hatte Filipova Huť zwölf Einwohner. Im Jahre 2001 bestand der Ort aus fünf Wohnhäusern, in denen 14 Menschen lebten. Insgesamt besteht Filipova Huť aus 26 Häusern.

## Ortsgliederung
Filipova Huť bildet einen Katastralbezirk und eine Grundsiedlungseinheit der Gemeinde Modrava. Der Katastralbezirk erstreckt sich zwischen dem Roklanský potok und der Grenze zu Deutschland. Zur Gemarkung Filipova Huť gehören die Ortschaft Modrava, die Einschichten Březník und Roklanská hájenka sowie Teile von Korýtko. Auf dem Kataster Filipova Huť liegen außerdem die Lovčí skála, die Modravská hora, der Čertův vrch, die Studená hora, die Černá hora, der Blatný vrch, der Špičník, der Ztracený vrch, der Mrtvý vrch und die Malá Mokrůvka, das Lusental (Luzenské údolí), die Waldgebiete Filipohuťský les und Březnický les sowie die Moore Nová slať, Černohorský močál, Hraniční slať, Tetřevská slať, Novohuťské močály, Cikánská slať und Modravské stráně.

## Sehenswürdigkeiten
- Naturdenkmal Tetřevská slať  (Hanif-Filz), Moorgebiet östlich von Filipova Huť
- Haus Nr. 16, denkmalgeschütztes gezimmertes Bauernhaus mit Auffahrt zum Heuboden